# Zarko
Zarko  este un oraș în Grecia în prefectura Trikala.